# Erró
Erró, pseudonimo di Guðmundur Guðmundsson (Ólafsvík, 19 luglio 1932), è un pittore postmodernista islandese.

## Biografia
Ha studiato arte in vari paesi come la Norvegia e Italia e ha abitato per un periodo della sua vita a Parigi, Thailandia e soprattutto le isole Formentera dove ha creato molte delle sue opere. Nel 1989 ha donato al Reykjavik Arts Museum molte delle sue opere.
Nel 2010 è stato accusato di plagio da Brian Bolland per aver utilizzato una sua opera.